# Metasphaeria brachytheca
Metasphaeria brachytheca är en svampart som först beskrevs av Berk. & M.A. Curtis, och fick sitt nu gällande namn av Pier Andrea Saccardo 1883. Metasphaeria brachytheca ingår i släktet Metasphaeria och familjen Dothioraceae.   Inga underarter finns listade i Catalogue of Life.